# Mocoa
Mocoa kisváros Kolumbia déli részén, Putumayo megye székhelye. Népessége 2005-ben megközelítette a 26 000 főt.

## Földrajz
A város a Caquetá folyó egyik mellékvizének a jobb partján fekszik körülbelül 560–650 méteres tengerszint feletti magasságban, Putumayo megye északnyugati részén.

## Népesség
Ahogy egész Kolumbiában, a népesség növekedése Mocoában is gyors, ezt szemlélteti az alábbi táblázat:
| Év   | Lakosság |
| ---- | -------- |
| 1985 | 9243     |
| 1993 | 13 117   |
| 2005 | 25 751   |

## Történet
A település elődjét 1551. március 6-án alapította Pedro de Agreda, bár a legendás Eldorádó keresése érdekében már 1542-ben átkelt a területen Hernán Pérez de Quesada és csapata is. Mocoát hivatalosan 1563. szeptember 29-én hozta létre Gonzalo de Avendaño kapitány a Mocoa folyó bal partján. Az akkor San Miguel de Agreda de Mocoa nevű településen 10 földbirtokos és 800 indián élt.
Utak és kapcsolatok hiányában a település sokáig nem fejlődött, ráadásul ki volt téve a félelmetes andakí indiánok támadásainak is, akik 1683-ban fel is gyújtották, így Mocoa csaknem teljesen megsemmisült. A lakosságot ezért áttelepítették oda, ahol a mai város áll: a Mocoa és a Mulato folyók közé.
1876-ban a helyiek már jelentős kereskedelmet folytattak, a fő innen származó termékek többek között a kínafa, a kaucsuk és a zarzaparrilla nevű növény voltak. A kaucsuk és a kínafa ára azonban később nagyon lecsökkent, nem érte meg velük foglalkozni, így a fehér lakók többsége elvándorolt, a várost pedig újabb tűzvészek sújtották.
1958-ban létrejött Mocoa község, majd amikor 1968-ban megalakították a mai Putumayo megye elődjét, Putumayo intendenciát, Mocoát annak fővárosává tették, majd a megye 1991-es létrejöttekor székhely is maradt.

## Turizmus, látnivalók
A szép természeti környezet mellett a település látnivalói a Santander nevű park (ahol afrikai pálmák nőnek), valamint a La Loma nevű hegy, ahonnan kilátás nyílik a városra. A közelben folyik a Rumiyaco és a Mandiyaco folyó, megtekinthető a Churumbelo-vízesés, és van egy hely, amit a „világ végének” neveznek. Mocoa legjelentősebb rendezvénye a karnevál.